# Sun Structures
Albums de Temples
Volcano
(2017)
Sun Structures est le premier album du groupe britannique de rock psychédélique Temples sorti en février 2014 sur le label Heavenly Recordings. L'album a été globalement bien accueilli par les critiques. En novembre 2014, une version remaniée de l'album sort sous le nom de Sun Restructured.

## Fiche technique

### Liste des titres
Toutes les chansons sont écrites et composées par James Bagshaw et Thomas Warmsley.
| Sun Structures | Sun Structures            | Sun Structures | Sun Structures | Sun Structures | Sun Structures | Sun Structures | Sun Structures | Sun Structures | Sun Structures |
| No             | Titre                     | Durée          |                |                |                |                |                |                |                |
| -------------- | ------------------------- | -------------- | -------------- | -------------- | -------------- | -------------- | -------------- | -------------- | -------------- |
| 1.             | Shelter Song              | 3:10           |                |                |                |                |                |                |                |
| 2.             | Sun Structures            | 5:12           |                |                |                |                |                |                |                |
| 3.             | The Golden Throne         | 4:10           |                |                |                |                |                |                |                |
| 4.             | Keep in the Dark          | 4:36           |                |                |                |                |                |                |                |
| 5.             | Mesmerise                 | 3:42           |                |                |                |                |                |                |                |
| 6.             | Move with the Season      | 5:10           |                |                |                |                |                |                |                |
| 7.             | Colours to Life           | 5:11           |                |                |                |                |                |                |                |
| 8.             | A Question Isn't Answered | 5:11           |                |                |                |                |                |                |                |
| 9.             | The Guesser               | 4:06           |                |                |                |                |                |                |                |
| 10.            | Test of Time              | 3:53           |                |                |                |                |                |                |                |
| 11.            | Sand Dance                | 6:31           |                |                |                |                |                |                |                |
| 12.            | Fragment's Light          | 1:57           |                |                |                |                |                |                |                |
| 52:48          |                           |                |                |                |                |                |                |                |                |

### Crédits
- James Bagshaw – chant, guitare solo, production (sur tous les titres), mixage (Shelter Song, Fragment's Light)
- Adam Smith – guitare rythmique, clavier, chœurs
- Thomas Warmsley – basse, chœurs
- Samuel Toms – batterie

## Accueil critique
L'accueil critique réservé à l'album est plutôt bon puisqu'il a un score agrégé de 70/100 sur Metacritic. Rolling Stone et The Guardian lui donnent trois étoiles sur cinq possibles, l'auteur de l'article du Guardian regrette cependant l'absence de prise de risque du groupe qui reste dans des territoires musicaux connus,. L'hebdomadaire spécialisé New Musical Express le note 4 sur 5 et compare les sonorités des guitares à celles du groupe australien Tame Impala. Le site musicOMH octroie 4,5 étoiles sur 5 à l'album. En France, l'hebdomadaire Les Inrockuptibles affirme que Sun Structures  « affiche une cohérence qui pousse à la transe ».